# 日立戸塚レパード
日立戸塚レパード（ひたちとづかレパード、英: Hitachi Tozuka Leopard）は、かつて存在した日本の女子バスケットボールチーム。本拠地は神奈川県横浜市。W LEAGUEに所属していた。

## 歴史
1961年、横浜市にある日立製作所戸塚工場の女子バスケットボール部として結成。
日本初のプロコーチである榎本日出夫の元、1971年に日本リーグ昇格。その後、1976・77年の日本リーグ・オールジャパンの連続2冠を達成した。
共同石油（現・ENEOS）・シャンソン化粧品が日本リーグに昇格するまではユニチカ・第一勧銀とともに日本リーグ女子の3強をなしていた。また、全日本代表選手も多数輩出しており、1975年世界選手権銀メダルメンバーとして大塚宮子・林田和代が所属し、2名ともモントリオール五輪にも出場した。
1999年発足のWリーグにも参戦したが、入れ替え戦候補となる程成績は伸び悩み、さらに日立本社の経営改革に伴い支援体制が縮小されたため2002年休部（事実上廃部）。前年には同じく強豪だった女子バレーボールチーム「日立ベルフィーユ」も廃部となり、同社が誇る古豪女子スポーツチームが相次いで消滅した。
ちなみに戸塚工場には強化指定こそされていないが男子バスケットボール部もあり、こちらは現在も関東実業団リーグで活動している。

## 歴代所属選手
- 合原千代美
- 大塚宮子
- 林田和代
- 木塚裕子
- 鈴木真理
- 伊藤正子
- 山本千賀
- 田邉広子
- 黒田麻由美
- 名木洋子
- 江口真紀
- 畑恵里子